# Lucio Papirio dittatore (Händel)
Lucio Papirio dittatore (HWV A6) ist ein Dramma per musica in drei Akten und war die erste in einer Reihe von Opern anderer Komponisten, die Georg Friedrich Händel zwischen 1732 und 1737 für die Londoner Bühne angepasst und als Pasticcio auf die Bühne gebracht hat.

## Entstehung
Die Verschlechterung von Händels Situation als alleiniger Komponist des Opernunternehmens wurde erstmals in der Saison 1731/32 deutlich. Hatte er sich diese Aufgabe während der ersten Opernakademie zunächst noch mit einem zweiten Komponisten geteilt, Giovanni Bononcini, so war er jetzt allein für das „Füllen“ des Spielplanes verantwortlich. Infolgedessen brachte er nun, neben seinen eigenen, nach und nach auch Opern anderer Komponisten in seiner Bearbeitung heraus. Die erste Neuheit, nach Wiederaufnahmen von  Tamerlano, Poro und Admeto war am 15. Januar 1732 nicht ein Pasticcio, wie im Vorjahr Venceslao, sondern Händels eigener, aber wenig erfolgreicher Ezio. Danach nahm Händel zunächst den beim Publikum stets aufs Neue beliebten Giulio Cesare wieder auf, am 15. Februar gefolgt von einer weiteren neuen Oper, Sosarme, re di Media, sowie Il Coriolano (Ariosti) und seinem Flavio, re de’ Longobardi.
Der erste wirkliche Erfolg in dieser Spielzeit aber war das Oratorium Esther am 2. Mai. Der Zuspruch, den die sechs Aufführungen des englischen Oratoriums im Mai erfuhren, hätte sicher weitere Opernaufführungen unnötig gemacht, dennoch hatte am 23. Mai Lucio Papirio dittatore Premiere. Möglicherweise war die Oper schon vorher und während des unerwarteten Erfolgs der Esther einstudiert worden. Nach einer Notiz im „Opera Register“, jenem fälschlicherweise dem Diplomaten Francis Colman zugeschriebenen Operntagebuch zwischen 1712 und 1734, zu urteilen, fiel das Stück aber durch:

“May ye 23. Lucius Papirius a New Opera Handell it did not take.”

„Der 23. Mai, Lucius Papirius, eine neue Oper von Händel, sie fiel durch.“

Die Oper hatte bis zum 6. Juni nur vier Aufführungen und wurde dann abgesetzt.
Besetzung der Premiere
- Lucio Papirio – Giovanni Battista Pinacci (Tenor)
- Papiria – Anna Maria Strada del Pó (Sopran)
- Quinto Fabio – Francesco Bernardi, genannt „Senesino“ (Mezzosoprankastrat)
- Marco Fabio – Antonio Montagnana (Bass)
- Rutilia – Francesca Bertolli (Alt)
- Cominio – Antonio Gualandi, genannt „Campioli“ (Altkastrat)
- Servilio – Anna Bagnolesi (Alt)

Für Lucio Papirio dittatore übernahm Händel eine Oper Geminiano Giacomellis fast vollständig und änderte nur Teile der Rezitative bzw. ließ die Arien durch Transpositionen den Stimmlagen der Sänger seines eigenen Ensembles anpassen, so dass die Londoner Fassung des Lucio Papirio eigentlich kein Pasticcio im strengen Sinne darstellt. Händels Direktionspartitur, die verschollen ist, gründet sich auf eine Londoner Kopie der Oper Giacomellis aus dem Besitz von Sir John Buckworth, 1726 einer der Direktoren der Royal Academy und 1733 dem Direktorat der Opera of the Nobility angehörend, mit dem Händel in Kontakt stand.

## Libretto
Das Libretto Lucio Papirio dittatore wurde ursprünglich von Apostolo Zeno, dem Vorgänger Pietro Metastasios im Amt des kaiserlichen Hofdichters Karls VI. im Jahre 1719 für Wien geschrieben und von Antonio Caldara in Musik gesetzt. Auch eine Vertonung von Antonio Pollarolo kam 1721 in Venedig auf die Bühne. 1729 komponierte Giacomelli seine Oper auf der Basis eines Librettos von Carlo Innocenzo Frugoni, welches eine Überarbeitung der Zeno’schen Vorlage, und nicht des konkurrierenden Textbuches von Antonio Salvi (Lucio Papirio, Rom, Karneval 1714 mit Musik von Francesco Gasparini) darstellt. Aus letzterem übernahm Frugoni dennoch  einige der Rezitative.  In Parma kam Giacomellis Oper in einer All-Star-Besetzung mit Farinelli, Antonio Bernacchi, Francesco Borosini und Faustina Bordoni Anfang Mai 1729 zur Aufführung, wo sie Händel vermutlich selbst gehört hatte.
Fast zeitgleich mit Händels Bearbeitung, im Frühjahr 1732, gab es eine weitere Inszenierung des Dramas von Zeno in Rom, mit Musik von Giovanni Porta.
Von Händels Aufführungen sind nur die Cembalostimme (mit Instrumentalparts) und das gedruckte Textbuch überliefert. Die sonst üblichen „Favourite Songs“, meist bei John Walsh gedruckt, erschienen diesmal nicht.

## Handlung

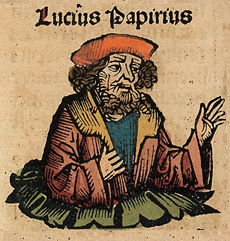
Lucius Papirius, in einer Abbildung in der Schedelschen Weltchronik.

### Historischer und literarischer Hintergrund
325 v. Chr. wurde der mehrmals gewählte Konsul Lucius Papirius Cursor zum „dictator rei gerundae causa“ ernannt, um den Zweiten Samnitenkrieg (326–304 v. Chr.) zu führen, dessen Hauptheld er wurde.
Papirius war ein ausgezeichneter Feldherr und ein Mann von altrömischer Strenge und Tüchtigkeit. 324 v. Chr. verurteilte er als Dictator seinen Magister equitum Quintus Fabius Maximus Rullianus wegen einer gegen seinen Befehl von ihm gelieferten Schlacht zum Tod und ließ sich nur durch die vereinten Bitten des Vaters, des Senats und des Volkes bewegen, ihn zu begnadigen.

„Lucius papirius der roemer. ein hohberuembter kriegs man wardr von dem roemischen rat zu einem dictator erwelet. vnd er setzet im Quintum fabium zu einem hawbtman des raysigen gezeugs der name auß befehnus der roemischen rats einen krieg wider die Samniter fuer. Vnlang danach zohe derselb dictator gein Rome. di man sein notturftig was vnd befalhe Quinto Fabio dem hawbtman das er in seinem abwesen mit dem sein den nit treffen solt. Aber nach abscheid des dictators erkuendigte sich der Fabius durch speher das der feind dachen alle in zerruedung stunden. demnach wardt Fabius also begirig das er wider die Samniter em slagen anfieng. vnd zu hefftigem streit den pferden die zawm abzohe cns sie gespoeret vnder die feind lawen ließ. also das ine kein macht widersteen kund. vnd warden (als Plinius setzt) xxm. feind an dem tag erslagen. das ließ Fabius nit an den dictator sunder an den roemischen rat gelangen. darumb vrteyler ine der dictator auß zurnn zu der pen des tods das er in seinen abwesen wider sein verpot mit den feinden gestritten het. als aber Fabius zum tod gefueret wardt. do wardt er durch groß gunst des volckes vnd der ritterschafft entledigt. vnnd ein solche auffruor wider den obgenanten Papirium den dictator das er kawm mit dem leben dauon kome. vnd wiewol darnach die Samniter die Roemer an einem engen ort besloßen. mit großer slacht ernider legten so haben doch die roemer im nachfolgenden iar auß befelhnus eines rats auff anlaytung des obgenanten Papirij dieselben Samniter hurwiderumb vberwunden.“

### Argomento
„Im Jahr 430 [!, richtig ist 324 v. Chr.], nach Erbauung der Stadt Rom, wurde Lucius Papirius Cursor in dem Kriege wider die Samniter zum Dictator erwehlet. Er ernannte zu seinem Kriegstribun den Quintus Fabius Rutilianus, des Marcus Fabius Sohn, der schon einmahl Consul und dreymahl Dictator gewesen war. Da nun Papirius bey Imbrinium im Angesicht der Feinde ankam, ward ihm von den Wahrsagern angedeutet, vor dem Anfange der Feindseeligkeiten noch einmahl nach Rom zu kehren, aufs neue Vorbedeutungen zu erhalten, und die Götter zu versöhnen. Zufolge dessen überließ er das Commando über die Armee dem Quintus Fabius, mit dem Verbot, mitlerweilen mit dem den Samnitern auf keinerley Weise ein Treffen zu wagen. Der Ungehorsam des Quintus, welcher die Gelegenheit ergriffen, die Feinde angefallen und überwunden hatte, gab dem Dictator zu einem solchen Zorn Gelegenheit, daß er in aller Eil wieder ins Lager zurück kam, und ihm zuerkannte, daß er mit Ruthen gestrichen, und hernach enthauptet werden sollte. Quintus nahm seine Zuflucht zu den Legionen, und hetzte sie zu einer Empörung auf, hernach flüchtete er in der Nacht nach Rom, wo sein Vater zuerst an den Rath, hernach an das Volck appellirte. Aber, nichts in der Welt war vermögend, den Papirius zur Verzeihung gegen den Schuldigen zu bewegen, ausser die Vorbitten, die die Tribuns im Rahmen des ganzen Volks für ihn einlegten. Die Begebenheit ist mit diesen, und noch mehrern Umständen, im achten Buch der ersten Decas des Titus Livius zu lesen.
Man hat die Wahrheit der Geschichte mit dem Wahrscheinlichen der Liebe verbunden, wie man im gegenwärtigen Singspiel sehen kann.“

## Musik
Sir John Buckworth, dessen Beziehungen zu Händel eine Untersuchung lohnen würde, besaß mehrere Partituren italienischer Opern, die heute noch überliefert sind. Eine davon ist Giacomellis Oper und das einzig erhaltene Manuskript dieser Komposition, welches Händel als Basismodell verwendete. Es ist mit Parma a di 15 maggio 1729 datiert.
Alle Änderungen, die von Händel an Giacomellis Partitur vorgenommen wurden, dienten der Anpassung der Partien an die ihm zur Verfügung stehende Sänger-Besetzung. Es waren in erster Linie Transpositionen der Arien und Rezitativ-Passagen. Die Gewichtung der Rollen blieb dagegen unverändert – anders, als im folgenden Pasticcio Catone. Von den 28 Arien in Giacomellis Partitur behielt Händel 21 bei. Der Beginn einer 22. Arie erscheint nur in einer instrumentalen Form, als brillante Sinfonia. Eine weitere Arie war für Papiria vorgesehen, wurde aber wieder gestrichen, bevor das Textheft gedruckt wurde. Nur zwei der Arien, für Montagnana aus dessen persönlichem Repertoire eingefügt, stammen aus Werken Porporas: Chi del fato e della sorte (Nr. 4) aus Siface und Alma tra miei timori (Nr. 25) aus Poro.
Händel überarbeitet Giacomellis Rezitative mit einer Methode, die er sonst nicht anwandte: Er gab offenbar seinem Sekretär Smith senior eine Kopie des Librettos, aus dem die vorgesehenen Kürzungen der Texte hervorgingen und ließ ihn die Original-Rezitative, unter Aussparung jener Passagen, die Händel zu ändern gedachte (darunter die meisten Rezitativzeilen von Quinto Fabio und Rutilia), abschreiben. Händel ergänzte dann mit Bleistift die fehlenden Noten, welche später von Smith eingefärbt wurden, und machte weitere Änderungen. Das Ergebnis war eine Mischung aus Händel und Giacomelli (dessen Bässe oft beibehalten wurden, auch wenn die Gesangstimme neu geschrieben wurde), mit einem gelegentlichen Hauch vom älteren Schmidt.

## Händel und das Pasticcio
Das Pasticcio war für Händel eine Quelle, von der er in den folgenden Jahren häufiger Gebrauch machte. Sie waren weder in London noch auf dem Kontinent etwas Neues, aber Händel hatte bisher nur eines, L’Elpidia, ovvero Li rivali generosi im Jahre 1724 herausgebracht. Jetzt lieferte er innerhalb von fünf Jahren gleich sieben mehr: Ormisda in 1729/30, Venceslao 1730/31,  Lucio Papirio dittatore, Catone im Jahre 1732/33, und nicht weniger als drei, Semiramide riconosciuta,  Caio Fabbricio und Arbace in 1733/34.
Händels Arbeitsweise bei der Konstruktion der Pasticci war sehr verschieden, alle Stoffe aber basieren auf in den europäischen Opernmetropolen vertrauten Libretti von Zeno oder Metastasio, denen sich viele zeitgenössische Komponisten angenommen hatten – vor allem Leonardo Vinci, Johann Adolph Hasse, Nicola Porpora, Leonardo Leo, Giuseppe Orlandini und Geminiano Giacomelli. Händel komponierte die Rezitative oder bearbeitete bereits vorhandene aus der gewählten Vorlage. Sehr selten schrieb er eine Arie um, in der Regel, um sie einer anderen Stimmlage und Tessitur anzupassen. So etwa in Semiramide riconosciuta, wo er eine Arie für einen Altkastraten Saper bramante (Nr. 14) für den Bassisten Gustav Waltz völlig umkomponierte, weil für ihn eine einfache Oktavtransposition (wie seit den 1920er Jahren bis heute teilweise üblich) keine Option war. Wo es möglich war, bezog er das Repertoire des betreffenden Sängers in die Auswahl der Arien mit ein. Meist mussten die Arien, wenn sie von einem Zusammenhang in den anderen transferiert oder von einem Sänger auf den anderen übertragen wurden, transponiert werden. Auch bekamen diese mittels des Parodieverfahrens einen neuen Text. Das Ergebnis musste durchaus nicht immer sinnvoll sein, denn es ging mehr darum, die Sänger glänzen zu lassen, als ein stimmiges Drama zu produzieren. Abgesehen von Ormisda und Elpidia, die die einzigen waren, welche Wiederaufnahmen erlebten, waren Händels Pasticci nicht besonders erfolgreich – Venceslao und Lucio Papirio dittatore hatten nur je vier Aufführungen – aber wie auch Wiederaufnahmen, erforderten sie weniger Arbeit als das Komponieren und Einstudieren neuer Werke und konnten gut als Lückenbüßer oder Saisonstart verwendet werden oder einspringen, wenn eine neue Oper, wie es bei Partenope im Februar 1730 und Ezio im Januar 1732 der Fall war, ein Misserfolg war.
Händel Pasticci haben ein wichtiges gemeinsames Merkmal: Die Quellen waren allesamt zeitgenössische und populäre Stoffe, welche in jüngster Vergangenheit von vielen Komponisten, die im „modernen“ neapolitanischen Stil setzten, vertont worden waren. Er hatte diesen mit der Elpidia von Vinci in London eingeführt und später verschmolz dieser Stil mit seiner eigenen kontrapunktischen Arbeitsweise zu jener einzigartigen Mischung, welche seine späteren Opern durchdringen.

## Orchester
Zwei Oboen, zwei Hörner, Streicher, Basso continuo (Violoncello, Laute, Cembalo).